# Église Saint-Vincent de Saint-Vincent-Rive-d'Olt
L'église Saint-Vincent de Saint-Vincent-Rive-d'Olt est une église catholique située à Saint-Vincent-Rive-d'Olt, en France.

## Localisation
L'église est située dans le département français du Lot sur le territoire de la commune de Saint-Vincent-Rive-d'Olt.

## Historique
La présence d'un prêtre est mentionnée en 1320. Une église existe donc au XIVe siècle. La façade en serait le vestige.
Le reste de l'église a dû être construit à la fin du XVe siècle et au XVIe siècle. Les chapelles Est et la nef sont voûtées d'ogives finement moulurées et dateraient du XVe siècle.
Antoine de Tressange, recteur de la paroisse, a engagé une campagne de reconstruction entre 1539 et 1555. Le portail Renaissance, datant de 1540, est un témoin de ces travaux. Les chapelles Ouest et le chœur sont voûtés avec liernes et tiercerons devraient dater du XVIe siècle.
L'intérieur de l'édifice a reçu un décor peint au XIXe siècle qui donne une unité à l'ensemble de l'église.
L'édifice a été inscrit au titre des monuments historiques le 9 novembre 2015.
Plusieurs objets sont référencés dans la base Palissy.

## Description
L'église est à nef unique, à trois travées. Le chœur a un chevet plat. La nef est flanquée de quatre chapelles latérales. Le chœur est surmonté d'un clocher-tour ajouré aux deux étages supérieurs.

## Mobilier
L'église conserve un mobilier intéressant du XVIIe siècle.